# Сабинин, Сергей Егорович
Сергей Егорович (Георгиевич) Сабинин (19 [31] мая 1867, Москва — не ранее 1928) — русский правовед, педагог, профессор римского права (1906).

## Биография
Происходил из потомственных дворян Сабининых; сын коллежского асессора. Родился в Москве 19 (31) мая 1867 года.
В 1885 году поступил на юридический факультет Новороссийского университета в Одессе; на 3-м курсе перевёлся на юридический факультет Московского университета, который окончил в 1890 году с дипломом 1-й степени и был оставлен на кафедре римского права для приготовления к профессорскому званию.
После сдачи в 1894 году магистерского экзамена получил звание приват-доцента Московского университета; преподавал курс римского семейного права. Кроме этого в 1893—1896 годах он преподавал политическую экономию в Московском коммерческом училище. В 1896—1898 годах находился в научной командировке: слушал лекции в университетах Берлина, Парижа, Гейдельберга.
С июля 1899 года исправлял должность экстраординарного профессора римского права Томского университета; с ноября 1904 года по сентябрь 1905 года был секретарём юридического факультета. В марте 1906 года защитил диссертацию «Договор займа по римскому праву» и был утверждён в степени магистра римского права. В октябре 1906 года исправлял должность экстраординарного профессора Демидовского юридического лицея в Ярославле, где преподавал гражданское судопроизводство и римское право. Входил в коллектив, редактировавший выпуск «Юридических записок, издаваемых Демидовским юридическим лицеем». Одновременно читал лекции на юридическом факультете Московского университета.
С июля 1910 года С. Е. Сабинин преподавал в Харьковском университете в должности экстраординарного профессора кафедры римского права. С 1914 года он — внештатный профессор на кафедре римского права Харьковского коммерческого института, а с 1916 года — профессор Харьковского женского медицинского института.
В 1919 году избран ординарным профессором кафедры римского права Таврического университета в Симферополе. В 1920—1921 годах был деканом юридического факультета Таврического университета. Также он преподавал римское и гражданское право в Севастопольском юридическом институте и Боспорском университете в Керчи.
С 1923 года работал в Харьковском институте народного хозяйства на кафедре проблем современного права при юридическом факультете, позже — руководитель секции частного права иностранных государств.
Имеются сведения, что с 1930 года он работал в Харьковском институте советского строительства и права, реорганизованном в 1937 году в Харьковский юридический институт. По некоторым данным, погиб в 1937 году.

## Награды
- орден Св. Станислава 3-й ст. (1896)
- орден Св. Анны 3-й ст. (1902)
- орден Св. Станислава 2-й ст. (1908)
- орден Св. Анны 2-й ст. (1912)
- орден Св. Владимира 4-й ст. (1916)